# Складчастість паралельна
Складчастість паралельна (рос. складчатость параллельная, англ. parallel folding; нім. Parallelfaltung f) – складчастість гірських порід, при якій шари зберігають однакову потужність по всій довжині складки, і тому всі поверхні нашарування залишаються паралельними, а серії послідовних шарів звиваються більш-менш концентрично. 
Син.: складчастість гармонійна, концентрична.

## Різновиди складчастості
| - Атектонічна складчастість - Складчастість платформна - Складчастість течії - Складчастість діапірова - Складчастість постумна - Складчастість гравітаційна - Складчастість брилова - Складчастість голоморфна - Складчастість ідіоморфна - Складчастість дисгармонійна - Складчастість нагнітання | - Складчастість куполоподібна - Складчастість успадкована - Складчастість конседиментаційна - Кулісоподібна складчастість - Складчастість паралельна - Складчастість накладена - Складчастість головна - Складчастість поперечна - Складчастість проміжна - Складчастість консеквентна - Складчастість бокового тиску |